# 格魯吉亞的庫爾德人
格魯吉亞的庫爾德人，是格魯吉亞的少數民族。在20世紀，大多數庫爾德人為逃離奧斯曼帝國的宗教迫害前往俄羅斯帝國。在格魯吉亞，庫爾德人享有比土耳其庫爾德人和伊朗的庫爾德人更高的生活水平，他們在格魯吉亞沒有受到任何歧視，但庫爾德姓氏的恢復需要根據格魯吉亞的庫爾德族活動家的努力。庫爾德人在格魯吉亞也有自己的學校，教科書和印刷廠。他們的文盲在20世紀初消失了。格魯吉亞的庫爾德人在政治上是中立的; 然而，在1999年，他們在首都第比利斯舉行了一場大規模的示威，要求釋放庫爾德工人黨的創始人阿卜杜拉·奧賈蘭。格魯吉亞的庫爾德人今天使用西里爾字母。但在20世紀20年代，他們使用拉丁文字。
他們人口約20843人(2002年統計)。他們大多信伊斯蘭教和瑣羅阿斯德教。

## 歷史
第一批庫爾德人在12世紀格魯吉亞國王喬治三世統治期間來到。庫爾德部落於16世紀在姆茨赫塔市出現。在18世紀，抵達首都第比利斯，在土耳其庫爾德解放期間獲得卡赫季王國的埃雷克二世國王的援助。當俄羅斯和伊朗於1828年簽署土庫曼恰伊條約時，庫爾德人有機會在格魯吉亞工作。土耳其在政治和宗教上壓迫他們後，大多數庫爾德人在1918年離開了格魯吉亞的凡城和卡爾斯。1944年，格魯吉亞的庫爾德人也成為斯大林清洗的受害者。不過在1979年至1989年間，格魯吉亞的庫爾德人口增加了30％。然而格魯吉亞獨立後，格魯吉亞的庫爾德人口減少了。